# Джон Річітіелло
Джон Річітіелло ([rɪkɪˈtɛloʊ]) — американський бізнесмен, головний виконавчий директор (CEO) Unity Technologies, генеральний директор (з 2007), головний операційний директор (1997—2004) та президент Electronic Arts, а в 2004 році став співзасновником приватної інвестиційної компанії Elevation Partners. Також працював у кількох радах компаній, у тому числі в Entertainment Software Association, Entertainment Software Rating Board, Школі бізнесу Хаас та Школі кінематографічного мистецтва USC.

## Походження та навчання
Джон Річітіелло народився в Ері у штаті Пенсільванія в США. У 1981 році здобув освітній ступінь бакалавра у Школі бізнесу Хаас Каліфорнійського університету Берклі.

## Кар'єра
На початку своєї кар'єри Річчітіелло працював у Clorox та PepsiCo і обіймав посаду керуючого директора підрозділу Häagen-Dazs у Grand Metropolitan. Наприкінці 1993 року він був призначений президентом і головним виконавчим директором (CEO) Wilson Sporting Goods, а також головою MacGregor Golf. Потім обіймав посаду президента та генерального директора всесвітнього підрозділу Sara Lee Bakery Corporation компанії Sara Lee з березня 1996 року по вересень 1997 року.
Річітіелло приєднався до компанії з виробництва відеоігор Electronic Arts (EA) у жовтні 1997 року, спочатку обіймаючи посаду президента та головного операційного директора до 2004 року. Він покинув компанію, щоб стати співзасновником і стати партнером Elevation Partners, приватної інвестиційної компанії, що спеціалізується на розважальному та медіа-бізнесі, разом із Роджером Макнамі та Боно. Річчітіелло повернувся в EA, щоб обіймати посаду генерального директора з лютого 2007 року по березень 2013 року, коли рада директорів прийняла його відставку через погані фінансові показники компанії. Після EA він працював радником стартап-компаній та став першим інвестором в Oculus VR.
Річчітіелло був обраний генеральним директором Unity Technologies наприкінці 2014 року, попередньо консультуючи правління технологічної компанії та приєднавшись до нього в листопаді 2013 року. Під час свого перебування на посаді він провів два раунди збору коштів, зібравши 181 мільйон доларів у 2016 році та 400 мільйонів доларів у 2017 році. Він також працював над тим, щоб включити ігровий рушій Unity до комплект розробки програмного забезпечення Oculus. Річчітіелло також сприяв початку використання програмних інструментів Unity за межами ігор, у таких галузях, як автомобільний дизайн, будівництво та кіновиробництво.

### Бортовий сервіс
На початку 2010-х років Річчітіелло очолював Асоціацію розважального програмного забезпечення та Раду з оцінки розважального програмного забезпечення. Він працював у раді Школи бізнесу Хаас, а також у Раді радників Школи кінематографічного мистецтва Університету Південної Каліфорнії USC.

## Визнання
Джон Річчітіелло посів 39-те місце в списку Sports Illustrated 2013 року «50 найвпливовіших людей у спорті».

## Судовий процес
5 червня 2019 року Енн Еванс, колишній віце-президент відділу кадрів Unity Technologies, подала позов проти компанії про сексуальні домагання та незаконне звільнення, заявивши, що Джон Річчітіелло сексуально її домагався. Unity Technologies відповіла, що звинувачення Еванс були неправдивими і що її звільнили через неправомірну поведінку та невиконання рішення.
10 вересня 2019 року Верховний суд Каліфорнії видав ухвалу суду, задовольнивши клопотання Unity про примусовий арбітраж і призупинення всіх проваджень.

## Особисте життя
Річітіелло має двох доньок, пасинка, пасербицю. Він у різний час проживав у різних містах для роботи, включаючи міста США Бірмінгем, Алабама, Чикаго, Нью-Йорк та Сан-Франциско, а також Дюссельдорф, Лондон, Нікосія та Париж. Він був «політично активний» і пожертвував кошти на президентську кампанію Барака Обами 2008 року. Річітіелло виголосив вступну промову в своїй альма-матер у 2011 році